# Macropharyngodon choati
 Macropharyngodon choati és una espècie de peix de la família dels làbrids i de l'ordre dels perciformes que es troba a Austràlia. Els mascles poden assolir els 7,6 cm de longitud total.